# 蛍火の灯る頃に
『蛍火の灯る頃に』（ほたるびのともるころに）は、原作：竜騎士07、作画：小池ノクトによる日本の漫画作品。『月刊アクション』（双葉社）にて、2016年2月号から2018年4月号まで連載。『蛍火の灯る頃に』のように、「灯」を赤文字で表記することもある。「頃に」シリーズの1作。

## あらすじ
自堕落な生活を送っていた忠村幸人は、祖母の葬儀のために父親の故郷である【平坂村】を訪れることになった。過疎化が進むその村で、幸人は従兄弟や叔父たちと再会する。葬儀が終わり、一段落ついたかと思われたその晩、祖母の遺体が行方不明になる。これは村で起きる【怪異】の序章に過ぎなかった。

## 登場人物

### 本編
鷹野美代子（たかの みよこ）
オカルト研究者であり、旅人。日本各地のオカルト伝承を研究するのが趣味。ニ十本のお子様ランチの旗をお守りとして持ち歩いている。
同作者の作品『ひぐらしのなく頃に』に登場する鷹野三四と容姿や設定が酷似している。

忠村幸人（ただむら ゆきと）
忠村家長男で、正志の息子。26歳。社会人経験はあるものの、現在は無職。

忠村月（ただむら ゆえ）
正志の再婚相手の連れ子。19歳。祖母の遺産問題を引き起こした責任をつねに感じており、その影響で献身的で控えめな性格になった。

忠村正志（ただむら まさし）
幸人の実父であり、月の義父。

忠村信輝（ただむら のぶてる）
正志の弟。信輝・輝美・輝也の実父。正志と年齢が近いことにコンプレックスを抱いている。

忠村輝美（ただむら てるみ）
信輝の長女。26歳。

忠村輝也（ただむら てるや）
信輝の長男で、輝美の弟。24歳。

忠村常雅（ただむら つねまさ）
正志と信輝の弟。

### プロローグ小説
ベルンカステル
奇跡の魔女。使いの黒猫を通して、ラムダデルタに新たなカケラを贈る。

ラムダデルタ
絶対の魔女。鷹野美代子を駒として選び、ベルンカステルのカケラにゲームとして参加する。

## 作風
ライター・編集者の五十嵐大によると、竜騎士07の『うみねこのなく頃に』や『ひぐらしのなく頃に』などはミステリーであるが、本作は本格的ホラーである。作画を担当している小池ノクトは、「ホラー界の旗手」とされている。作中の平坂村は黄泉比良坂を語源としており、「平坂村は、現世と黄泉の世界とが入り混じった空間になってしまっている」と、ホラー好きであればピンとくる内容である。主人公たちが危機的状況を脱する描写は、「サバイバルホラー的な側面」もあり、読者がハラハラさせられる作品となっている。

## 関連書籍
- うみねこのなく頃に〜最後で最初の贈りもの〜（双葉社）

2015年12月18日発売、ISBN 978-4-575-30977-5
竜騎士07による『蛍火の灯る頃に』のプロローグ小説が収められている。同じ内容のものが、2017年3月11日より特設ページにて連載形式で公開された。

## 書誌情報
- 竜騎士07（原作）・小池ノクト（作画）『蛍火の灯る頃に』双葉社〈アクションコミックス〉、全4巻
  1. 2016年9月12日発売[2][12]、ISBN 978-4-575-84848-9
  2. 2017年3月11日発売[11][13]、ISBN 978-4-575-84943-1
  3. 2017年9月12日発売[14]、ISBN 978-4-575-85027-7
  4. 2018年4月12日発売[15]、ISBN 978-4-575-85138-0